# 塞爾維亞—英國關係
塞爾維亞－英國关系是英国和塞尔维亚之间的外交关系。两国于1837年建立了外交关系。英国在贝尔格莱德设有大使馆和领事馆，塞尔维亚在伦敦设有大使馆。塞尔维亚驻英国大使是德扬·波波维奇博士，英国驻塞尔维亚大使是希安·麦克劳德。
2004年，两国之间的贸易总额为2.458亿美元。 2005年的前10个月，塞尔维亚和黑山对英国的出口额为6820万美元（与2004年同期相比增长110.6％），从英国的进口额为1.042亿美元（与2004年同期相比增长85％）。
英国2001年的人口普查记录有31244人出生在前塞尔维亚和黑山，这两个国家现在是塞尔维亚和黑山的独立国家，而科索沃是否从塞尔维亚独立仍然存在争议。

## 历史

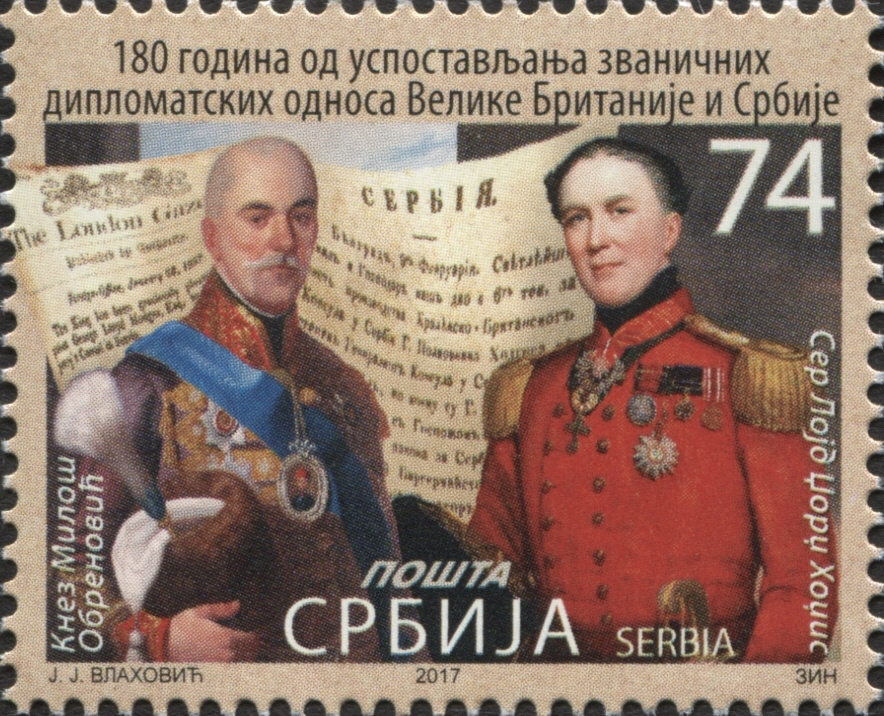
塞尔维亚与英国建交180周年纪念邮票于2017年发行，邮票上印有塞尔维亚的米洛什·奥布雷诺维奇一世和乔治·劳埃德·霍奇斯爵士

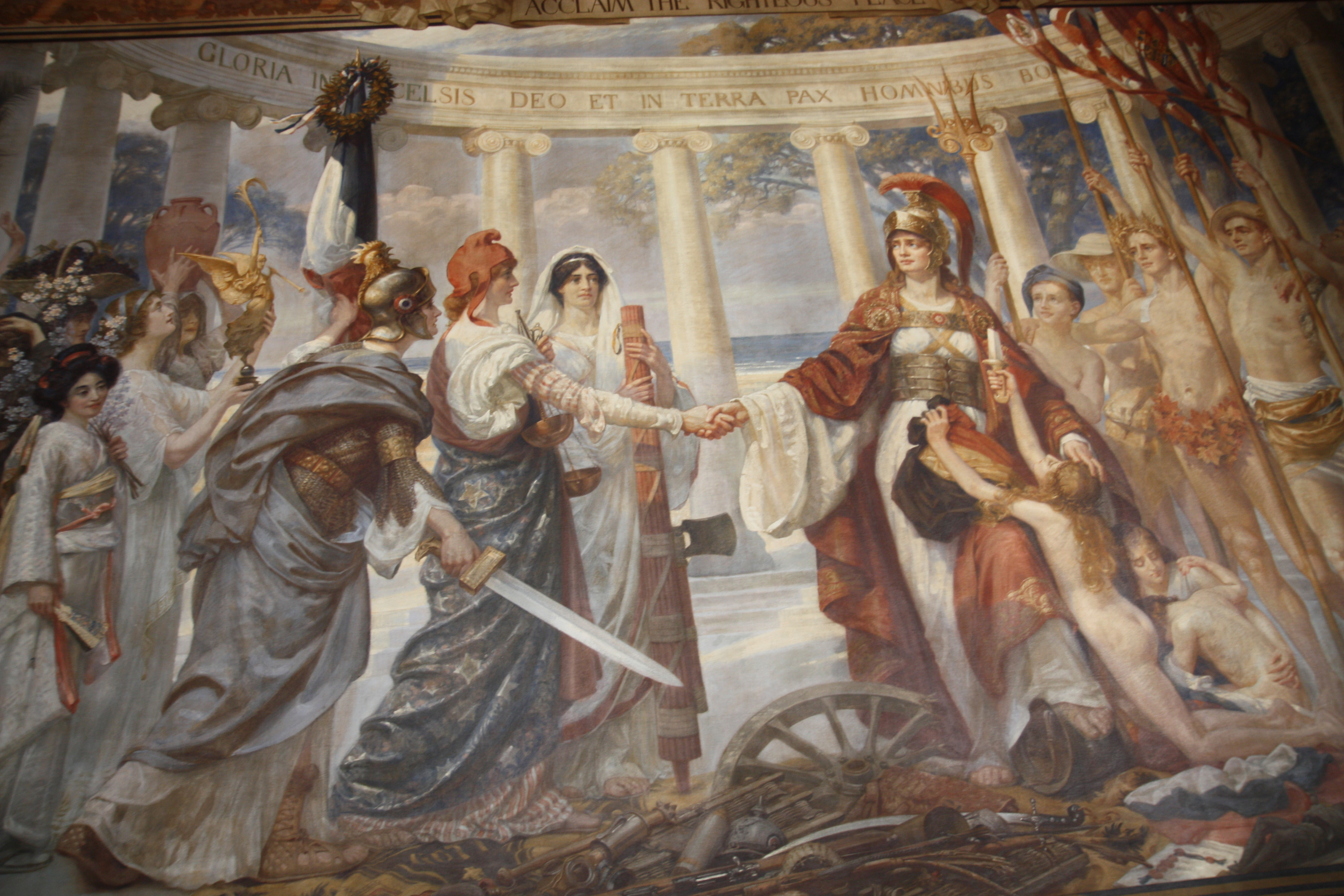
英国外交部西格斯蒙德·格策的壁画《大不列颠和太平洋》这幅壁画描绘的是英国及其盟国，塞尔维亚是其中的一个小女孩

塞尔维亚王国和英国在第一次世界大战中是盟友。英国，更具体地说，英语在塞尔维亚的影响只有在一战后才变得更加重要。在此期间和之后，约有350名塞族学生在联合王国接受教育，由国王学院的访问教授帕夫·波波维奇指导。英国成立了塞尔维亚救济基金和塞尔维亚部长基金，目的是向在英国的塞族学生提供财政和其他援助，并为塞族学生开设了一个专用宿舍。20世纪20年代，塞尔维亚人前往英国学习银行、金融和经济学，而在30年代，采矿工程是主要的研究领域。
在南斯拉夫王国，英国被视为一个友好的国家和盟友。主要居住在贝尔格莱德的塞尔维亚精英，如斯洛博丹·约万诺维奇和波格丹·波格达诺维奇，认为塞尔维亚人和英国人共同热爱自由和具有强烈的爱国主义，他们主张对英国进行观察，以进一步发展本国的民主。
早在20世纪20年代，英国的资本就进入了塞尔维亚，主要是通过银行。1920年，英国贸易公司在贝尔格莱德成立。虽然这家银行直到1928年才开始营业，但它的工作使当地的工业，主要是采矿业得到了很大的改善。在同一时期，塞尔维亚东正教和英国国教之间建立了关系。 20世纪20年代，塞尔维亚图书馆收到了大量英文书籍的捐赠。在两次世界大战期间，英国公民是外国科学研究的主要赞助者。温查文化的考古发掘是由查尔斯·海德爵士资助的。
尼古拉·韦利米罗维奇主教在促进两国关系方面发挥了重要作用。他在伦敦受到很高的尊重，韦利米罗维奇是第一位在圣保罗大教堂布道的东正教牧师。他在塞尔维亚东正教和英国国教之间建立了牢固的关系。
1929年在贝尔格莱德成立了一个英语语言文学系。文化和其他交流在两次世界大战之间的时期开始流行起来。20世纪30年代，在南斯拉夫政府的全力支持下，南斯拉夫-英国友好协会在贝尔格莱德开展活动。一些重要的当地文化人物是友谊协会的一部分，如伊西多拉·塞库利奇、拉沙·普拉奥维奇和维克多·诺瓦克。1935年，塞尔维亚的学校开始教授英语，但由于缺乏教师和政治原因，英语的教学程度低于法语和德语。在两次世界大战期间，共有75名拥有南斯拉夫国籍的学生在英国学院就读，其中6人在该国获得博士学位，主要是英国文学领域。
在南斯拉夫政变之后，南斯拉夫王国作为同盟国加入了第二次世界大战。

## 扩展阅读
- Antić, Čedomir D. "Crisis and Armament: Economic Relations Between Great Britain and Serbia 1910–1912." Balcanica 36 (2005): 151-163 online.
- Bataković, Dušan T. "Serbia and Greece in the First World War: an overview." Balkan Studies 45.1 (2004): 59-80 online （页面存档备份，存于）.
- Antić, Čedomir. Ralph Paget: a diplomat in Serbia (Institute for Balkan Studies, Serbian Academy of Sciences and Arts, 2006) online free （页面存档备份，存于）.
- Boyd, James. "Representing the Western Balkans, Post-war Understandings: A discourse analysis of contemporary representations of Bosnia, Serbia and Croatia in UK press media." (2018) online.
- Gašić, Ranka. . Belgrade: Institut za savremenu istoriju. 2005. ISBN 86-7403-085-8.
- Gavrilović, Michael. "The Early Diplomatic Relations of Great Britain and Serbia." Slavonic Review (1922):  1#1 86-109 online （页面存档备份，存于）.
  - Gavrilović, Michael. "The Early Diplomatic Relations of Great Britain and Serbia.(II)." Slavonic Review (1922): 333-351 online （页面存档备份，存于）.
  - Gavrilović, Michael. "The Early Diplomatic Relations of Great Britain and Serbia.(III)." Slavonic Review (1923): 552-560 online.
- Glaurdić, Josip. The hour of Europe: Western powers and the breakup of Yugoslavia (Yale UP, 2011).
- Hodge, Carole. Britain and the Balkans: 1991 until the Present (Routledge, 2006).
- McCourt, David. "Embracing humanitarian intervention: Atlanticism and the UK interventions in Bosnia and Kosovo." British Journal of Politics and International Relations 15.2 (2013): 246-262 online[].
- Markovich, Slobodan G., ed. British-Serbian Relations from the 18th to the 21st Centuries (Faculty of Political Science of the University of Belgrade [and] Zepter Book World, 2018) online link.
- Pavlowitch, Stevan K. Anglo-Russian rivalry in Serbia 1837-1839 (1961)
- Simms, Brendan. Unfinest hour: Britain and the destruction of Bosnia (Penguin UK, 2002).